# لقاح ثلاثي
اللقاح الثلاثي البكتيري أو لقاح الخناق والسعال الديكي والكزاز (بالإنجليزية: DPT vaccine)‏ وهو نوع من اللقاحات المركبة للتحصين ضد مزيج من الأمراض المعدية في البشر، وهي الخناق، والسعال الديكي، والكزاز. وتشمل مكونات اللقاح على أجزاء من سموم بكتيريا الكزاز والدفتيريا بالإضافة إلى بكتيريا السعال الديكي المقتولة.
ويشير DTaP وTdap إلى لقاحات مركبة مماثلة يكون فيها المكون "P" أو "p" غير خلوي.
كما تتوفر لقاحات الدفتيريا والكزاز (DT وTd) التي تفتقر إلى عنصر السعال الديكي.
وفي المملكة المتحدة وهولندا وفرنسا، يشير الاختصار DTP إلى لقاح مركب ضد الخناق والكزاز وشلل الأطفال. وفي هولندا، يُعرف السعال الديكي باسم kinkhoest، ويشير الاختصار DKTP إلى لقاح مركب ضد الخناق، والسعال الديكي، والكزاز، وشلل الأطفال.
والمسار المعتاد للتحصين في مرحلة الطفولة في الولايات المتحدة الأمريكية هو خمس جرعات تؤخذ خلال الفترة بين شهرين و15 سنة. وللبالغين، يوصى بجرعات إضافية ضد الخناق والكزاز كل 10 سنوات.
وفي القرن العشرين، ساعدت اللقاحات على الحد من حدوث السعال الديكي في مرحلة الطفولة في الولايات المتحدة. وعلى الرغم من ذلك، ازدادت حالات الإصابة بهذا المرض بمقدار عشرين ضعفًا في أوائل القرن الحادي والعشرين، مما أدى إلى وقوع العديد من الوفيات. وخلال ذلك الوقت، كان قد رفض العديد من الآباء تلقيح أطفالهم ضد السعال الديكي خوفا من الآثار الجانبية. وفي عام 2009، خلصت مجلة طب الأطفال إلى أن أكبر خطر بين الأطفال غير المطعمين ليس تقلص الآثار الجانبية، بل بالأحرى المرض الذي يهدف التطعيم إلى الحماية منه. وتم ترخيص اللقاح الثلاثي في عام 1949.

## مزج اللقاحات مع بكتريا السعال الديكي المقتولة غير الخلوية
(DTaP) و(Tdap) كلاهما لقاحان للتحصين ضد أمراض الخناق والسعال الديكي والكزاز، ولكن الفرق هو في الجرعة. وتشير الأحرف الكبيرة إلى ارتفاع كمية الجرعة في اللقاح، بينما تشير الأحرف الصغيرة إلى العكس (D,d: تشير إلى جرعة سموم الخناق، T:جرعة سموم الكزاز، P,p:جرعة بكتيريا السعال الديكي المقتولة).

### DTaP
DTaP هو لقاح مدمج ضد الخناق والكزاز والسعال الديكي، حيث يكون مكون السعال الديكي غير خلوي. وهو على النقيض من DTP (ويعرف أيضا باسم DTwP) حيث يكون مكون السعال الديكي خلية كاملة. ويستخدم اللقاح اللاخلوي مستضدات مختارة من مسببات السعال الديكي للحث على الحصانة. ولأنها تستخدم مستضدات أقل من اللقاحات الكاملة للخلايا، فإنها تعتبر أكثر أمانًا، ولكنها أيضًا أكثر تكلفة. وتشير الأبحاث الحديثة إلى أن لقاح DTP كامل الخلية أكثر فعالية من DTaP اللاخلوي في منح المناعة؛ وذلك بسبب قاعدة المستضد الأضيق للـ DTaP، مما يجعلها أقل فعالية ضد سلالات الأمراض الحالية.

### Tdap
dTpa هو سم مضعف من الكزاز مع جرعة مخفضة من سم الخناق ولقاح السعال الديكي اللاخلوي، والذي أصبح مرخص في الولايات المتحدة لاستخدامه في البالغين والمراهقين في 10 يونيو، 2005. وتشير الحروف الصغيرة "d" و"p" إلى تراكيز أصغر من السموم المضعفة للخناق ومستضدات السعال الديكي، ويشير الحرف "a" في "ap" إلى أن سموم السعال الديكي غير خلوية. ويتوفر لقاحان من Tdap في الولايات المتحدة هما أداسيل، الذي تصنعه شركة سانوفي باستور، والمرخص للاستخدام في البالغين من عمر 11 إلى 64 عامًا، وبوستريكس المصنَّع من قِبل غلاكسو سميث كلاين، والمرخص للاستخدام في المراهقين والبالغين الذين تتراوح أعمارهم من 10 إلى 64 عامًا. وفي يناير 2011، أوصت اللجنة الاستشارية لممارسات التحصين الأمريكية باستخدام Tdap في البالغين من جميع الأعمار، بما في ذلك أولئك الذين بلغوا 65 عامًا فما فوق. وفي أكتوبر 2011، في محاولة للحد من عبء السعال الديكي عند الرضع، أوصت اللجنة بتلقي النساء الحوامل غير المطعمات جرعة من Tdap. وفي 24 أكتوبر 2012، صوَّتت الهيئة بالتوصية باستخدام Tdap أثناء كل حمل.
وأوصت اللجنة الاستشارية الأمريكية للتحصين واللجنة الاستشارية الوطنية الكندية للتحصين بأن يتلقى المراهقون والبالغون Tdap بدلاً من الجرعة المعزّزة التالية (يُنصح بإعطائه كل 10 سنوات). ويمكن استخدام Tdap وTd للوقاية من الكزاز عند علاج الجروح. ويتم تشجيع الأشخاص الذين سيكونون على اتصال مع الرضع الصغار للحصول على Tdap حتى إذا مر أقل من 5 سنوات منذ آخر جرعة من Td أو TT؛ للحد من مخاطر تعرض الرضع للسعال الديكي.
وتوصي منظمة الصحة العالمية بلقاح خماسي التكافؤ، يجمع بين لقاح DTP مع اللقاحات ضد المستدمية النزلية من النمط B والتهاب الكبد B. ولا يوجد حتى الآن دليل كاف على مقارنة مدى فعالية هذا اللقاح الخماسي مع اللقاحات الفردية.

## في الحمل
تنص المبادئ التوجيهية المتعلقة بالرعاية السابقة للولادة في الولايات المتحدة على أنه إذا كانت هناك حاجة ملحة للحماية من الكزاز أثناء الحمل، ينبغي إعطاء لقاح الكزاز والخناق. وإذا لم تكن هناك حاجة ماسة وكانت المرأة قد تلقت في السابق لقاح الكزاز، يجب تأجيل اللقاح إلى فترة ما بعد الولادة. وتُنصَح جميع النساء بعد الولادة اللواتي لم يتلقين لقاح Tdap أو Tdap في العامين الماضيين بأخذ لقاح Tdap قبل الخروج من المشفى بعد الولادة، كما يُنصَح به النساء الحوامل اللواتي لم يتلقن لقاح الكزاز (أي لم يتلقن قط DTP أو DTaP أو DT في مرحلة الطفولة أو Td أو TT أثناء البلوغ) الحصول على سلسلة من ثلاثة لقاحات للكزاز والخناق تبدأ خلال الحمل لضمان حماية الأمهات وحديثي الولادة ضد الكزاز. وفي مثل هذه الحالات، يُنصح بإعطاء Tdap بعد 20 أسبوعًا من الحمل، وفي وقت مبكر من الحمل يمكن استبدال جرعة واحدة من Tdap لجرعة واحدة من Td، ومن ثم إكمال السلسلة بـ Td. وصوتت اللجنة الاستشارية لمركز مكافحة الأمراض بالولايات المتحدة الأمريكية للتوصية بضرورة أن يقوم موظفو الرعاية الصحية بإعطاء جرعة من Tdap خلال كل حمل في 27 إلى 36 أسبوعاً من الحمل بغض النظر عن تاريخ المريض السابق لتلقي Tdap.

## روابط خارجية
- Tdap Vaccine: What You Need to Know، بيان معلومات اللقاح (5/9/2013 release)
- Td or Tdap Vaccine: What You Need to Know، بيان معلومات اللقاح (5/17/2007 release)